# Meg Ryan

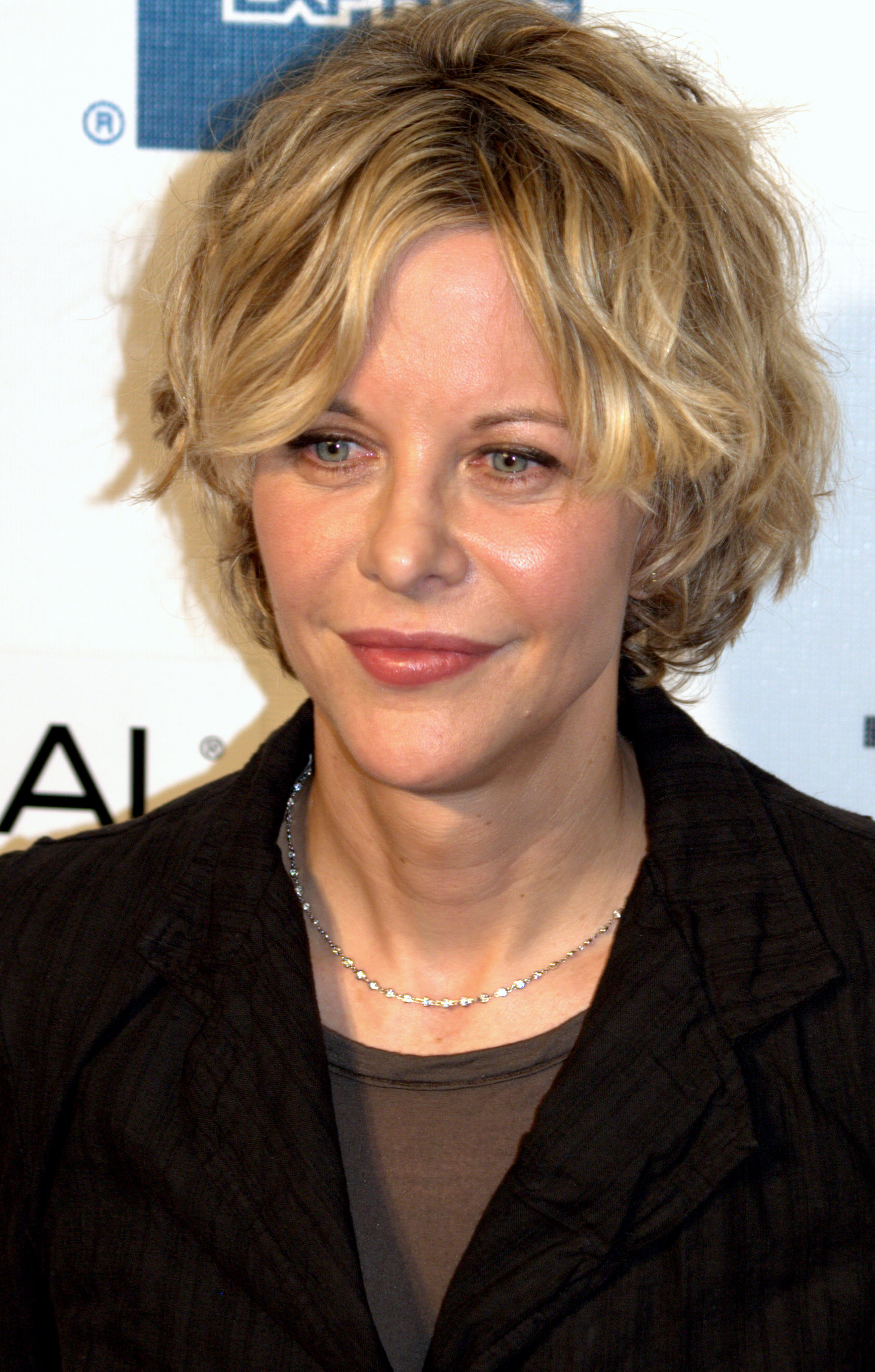
Meg Ryan (2009)

Meg Ryan (* 19. November 1961 als Margaret Mary Emily Anne Hyra in Fairfield, Connecticut) ist eine US-amerikanische Schauspielerin, die vor allem in den 1990er Jahren zu den populärsten Filmdarstellerinnen zählte. Seit 2015 führt sie auch Regie.

## Persönliches
Meg Ryan ist die Tochter von Harry Hyra und Susan Jordan, geb. Duggan. Die ersten Jahre ihrer Kindheit lebte Ryan, die von allen nur „Peggy“ genannt wurde, mit ihren Eltern und den Geschwistern Dana, Andrew und Annie in ihrem Geburtsort Fairfield, Connecticut. 1974 zog die Familie ins nahegelegene Bethel. Ryans Vater unterrichtete Mathematik an einer High School, ihre Mutter war während der Ehe Hausfrau. Nach der Trennung der Eltern im Jahr 1976 wuchs Ryan bei ihrem Vater auf. 1979 machte Ryan ihren Abschluss an der Bethel High School.
Ryan heiratete 1991 den Schauspieler Dennis Quaid, mit dem sie zuvor in zwei Filmen vor der Kamera gestanden hatte. Sie haben den gemeinsamen Sohn Jack Quaid. Nach einer Affäre mit Russell Crowe wurde die Ehe am 16. Juli 2001 geschieden. Am 25. Januar 2006 adoptierte sie ein chinesisches Mädchen. Seit 2010 führte Meg Ryan eine On-Off-Beziehung mit dem Sänger John Mellencamp; im November 2018 verlobte sie sich mit ihm. Im Jahr 2019 ging die Beziehung auseinander.

## Karriere

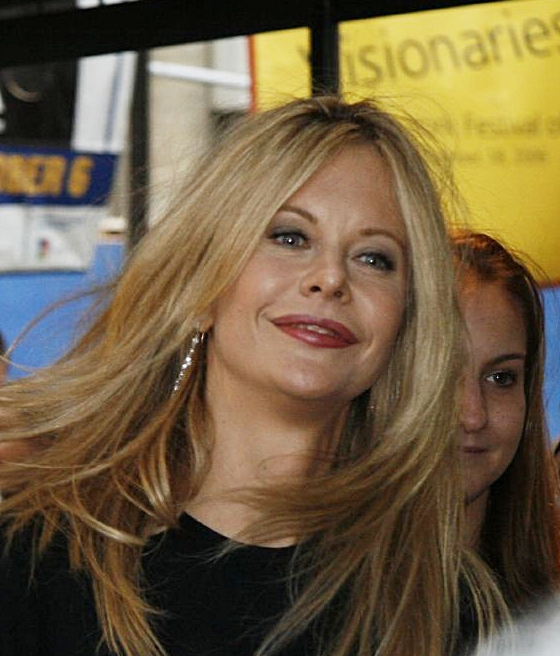
Ryan (2006)

Ryan studierte Journalistik an der University of Connecticut und später Kommunikationswissenschaften an der New York University. Ihre Mutter, die inzwischen als Schauspiellehrerin arbeitete, verschaffte Ryan Auftritte in Fernsehwerbungen, mit denen sie sich ihr Studium finanzieren konnte. Nach ihrer Aufnahme in die Screen Actors Guild entschied sie sich, fortan unter dem Künstlernamen Meg Ryan aufzutreten. Ihre erste Filmrolle bekam Meg Ryan 1981 in Reich und berühmt. Von 1982 bis 1984 spielte sie die Rolle der Betsy Stewart Montgomery Andropoulos in der Daily Soap Jung und Leidenschaftlich – Wie das Leben so spielt.
Nach mehreren Fernseh- und kleineren Kinofilmen wurde Top Gun – Sie fürchten weder Tod noch Teufel von 1986 ihr erster großer Erfolg. Den endgültigen Durchbruch schaffte sie 1989 mit der weiblichen Hauptrolle in der Komödie Harry und Sally. Der Film, in dem Billy Crystal an ihrer Seite zu sehen war, wurde zum Prototyp zahlreicher romantischer Komödien, die seither – auch international – produziert wurden. Er legte Meg Ryan auf den Rollentypus der charmanten und romantischen Frau fest. Spätestens mit French Kiss (1995) hatte ihre Karriere ihren Zenit erreicht. Zu ihrer großen Beliebtheit trugen außerdem zwei von insgesamt drei Filmen mit Tom Hanks bei: Schlaflos in Seattle (1993) und e-m@il für Dich (1998). 1997 war sie die Stimme der Anastasia im gleichnamigen Film Anastasia, einem amerikanischen Zeichentrickfilm über die russische Zarenfamilie Romanow.
Ryan versuchte ihr Rollenspektrum mit dramatischen Rollen in Filmen wie When a Man Loves a Woman – Eine fast perfekte Liebe zu erweitern – hier spielte sie eine alkoholabhängige Mutter. In In Sachen Liebe stellte sie eine rachsüchtige Ex-Geliebte dar, und in Mut zur Wahrheit hatte sie eine Nebenrolle als Captain der US-Armee. Diese inhaltlich ambitionierteren Filme wurden von den Filmkritikern meist negativ beurteilt oder vom Publikum (wie auch der spätere Film Die Promoterin von 2004) kaum beachtet.
Durch ihre weltweit erfolgreichen Komödien und Liebesfilme zählte Ryan bis in die späten 1990er Jahre zu den zugkräftigsten Darstellerinnen Hollywoods und war mit Gagen von bis zu 15 Millionen Dollar auch eine der bestbezahlten Schauspielerinnen der Welt.
Diese erfolgreiche Phase endete nach 1998 jedoch abrupt. Ab den 2000er Jahren konnte Ryan nicht mehr an ihre früheren Erfolge anknüpfen. Ihr Aussehen hat sich dabei seit etwa 2000 auffällig verändert, was in den Medien vielfach auf missglückte Schönheitsoperationen zurückgeführt wird. 2003 übernahm sie eine Rolle in dem Erotikthriller In the Cut – Wenn Liebe tötet, in dem die Darstellerin auch in längeren Nacktszenen zu sehen war. Dieser wie auch Ryans weitere Filme fanden kaum noch Resonanz beim Publikum. 2015 gab sie mit Ithaca, einer Romanverfilmung, ihr Regiedebüt und übernahm zugleich eine tragende Rolle.

## Filmografie
- 1981: Reich und berühmt (Rich and Famous)
- 1982–1984: Jung und Leidenschaftlich – Wie das Leben so spielt (As the World Turns, Fernsehserie)
- 1982: Junge Schicksale (ABC Afterschool Specials, Fernsehserie)
- 1982: One of the Boys (Fernsehserie)
- 1983: Amityville III (Amityville 3-D)
- 1984–1985: Charles in Charge (Fernsehserie)
- 1985: Wildside (Fernsehserie)
- 1986: Top Gun – Sie fürchten weder Tod noch Teufel (Top Gun)
- 1986: Zwei unter Volldampf (Armed and Dangerous)
- 1987: Gelobtes Land (Promised Land)
- 1987: Die Reise ins Ich (Innerspace)
- 1988: D.O.A. – Bei Ankunft Mord (D.O.A.)
- 1988: Presidio
- 1989: Harry und Sally (When Harry Met Sally)
- 1990: Joe gegen den Vulkan (Joe Versus the Volcano)
- 1991: The Doors
- 1990–1991: Captain Planet (Captain Planet and the Planeteers, Zeichentrickserie, Stimme)
- 1992: Zauberhafte Zeiten (Prelude to a Kiss; Alternativtitel: Body Switch – Verhexte Küsse)
- 1993: Schlaflos in Seattle (Sleepless in Seattle)
- 1993: Flesh and Bone – Ein blutiges Erbe (Flesh and Bone)
- 1994: When a Man Loves a Woman – Eine fast perfekte Liebe (When a Man Loves a Woman)
- 1994: I.Q. – Liebe ist relativ (I.Q.)
- 1995: French Kiss
- 1995: Restoration – Zeit der Sinnlichkeit (Restoration)
- 1996: Mut zur Wahrheit (Courage Under Fire)
- 1997: In Sachen Liebe (Addicted to Love)
- 1997: Anastasia (Stimme)
- 1998: e-m@il für Dich (You’ve Got Mail)
- 1998: Stadt der Engel (City of Angels)
- 1998: Hurlyburly
- 2000: Aufgelegt! (Hanging Up)
- 2000: Lebenszeichen – Proof of Life (Proof of Life)
- 2001: Kate & Leopold
- 2003: In the Cut
- 2004: Die Promoterin (Against the Ropes)
- 2007: In the Land of Women
- 2007: Die Simpsons (Zeichentrickserie, Stimme)
- 2008: The Deal – Eine Hand wäscht die andere (The Deal)
- 2008: Lauschangriff – My Mom’s New Boyfriend (My Mom’s New Boyfriend)
- 2008: The Women – Von großen und kleinen Affären (The Women)
- 2009: Serious Moonlight
- 2015: Fan Girl
- 2015: Ithaca (auch Regie)
- 2023: What Happens Later (auch Regie)

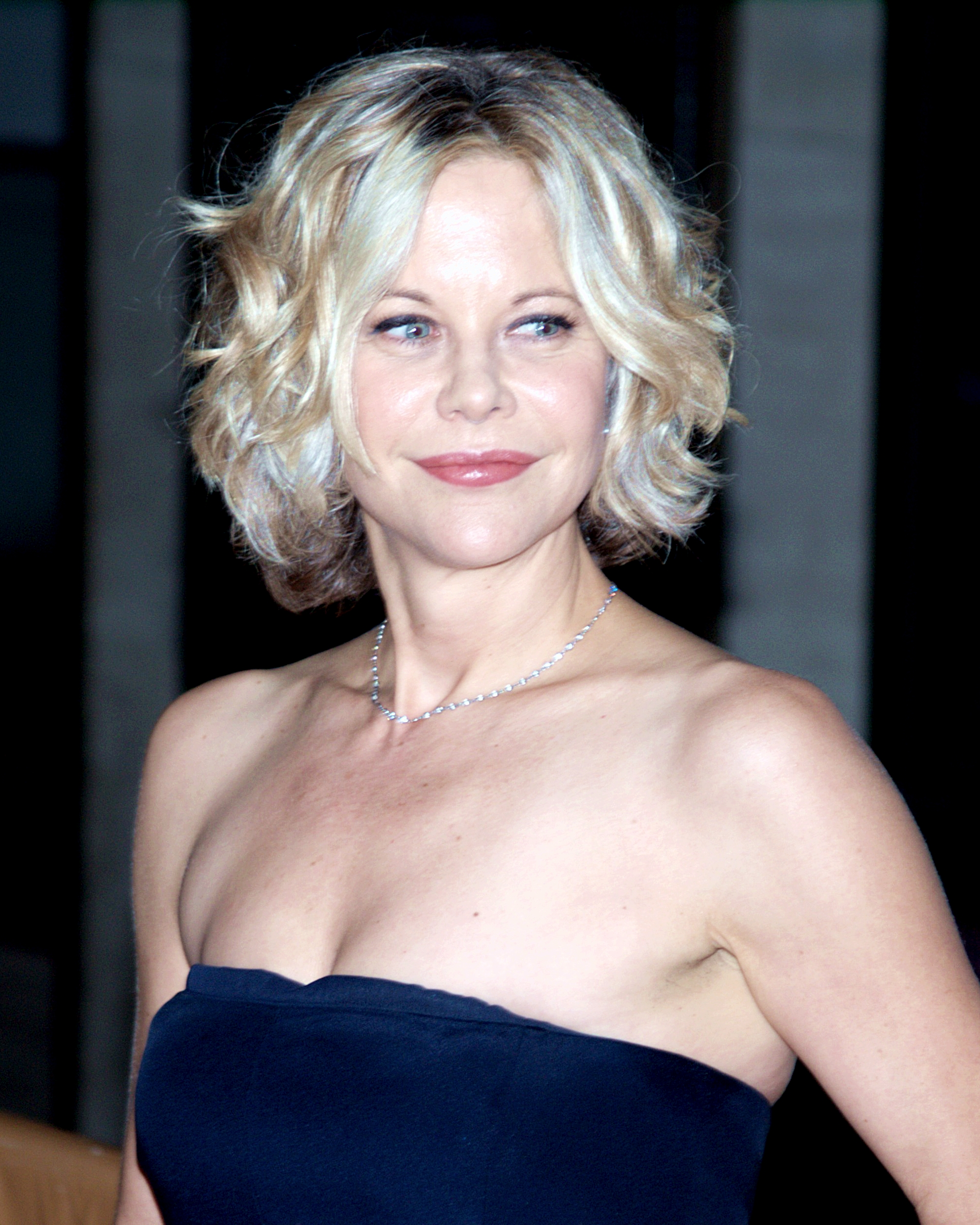
Meg Ryan (2010)

## Auszeichnungen (Auswahl)

### Auszeichnungen
- 1989: Golden Apple Award
- 1994: Harvard Hasty Pudding Award („Woman of the Year“)
- 1995: Crystal Award
- 2008: Bambi in der Kategorie Schauspielerin International
- 2018: Locarno Festival – Leopard Club Award

### Nominierungen
- 1988: Spirit Award des Independent Features Projects
- 1989: Golden Globe Award als Beste Hauptdarstellerin – Komödie/Musical in Harry und Sally
- 1993: Golden Globe Award als Beste Hauptdarstellerin – Komödie/Musical in Schlaflos in Seattle
- 1993: MTV Movie Award als Beste Schauspielerin in Schlaflos in Seattle
- 1993: MTV Movie Award als Bestes Filmpaar (zusammen mit Tom Hanks) in Schlaflos in Seattle
- 1994: Screen Actors Guild Award als Beste Hauptdarstellerin in When a Man Loves a Woman – Eine fast perfekte Liebe
- 1994: MTV Movie Award als Beste Schauspielerin in When a Man Loves a Woman – Eine fast perfekte Liebe
- 1998: Golden Globe Award als Beste Hauptdarstellerin – Komödie/Musical in e-m@il für Dich
- 1998: Saturn Award als Beste Hauptdarstellerin in Stadt der Engel
- 1998: MTV Movie Award als Bestes Filmpaar (zusammen mit Nicolas Cage) in Stadt der Engel
- 2008: Goldene Himbeere als Schlechteste Schauspielerin in The Women – Von großen und kleinen Affären